# Gino Mattarelli
Gino Mattarelli (Bertinoro, 28 ottobre 1921 – Firenze, 25 ottobre 1986) è stato un politico italiano.

## Biografia
Gino Mattarelli, deputato della Repubblica Italiana per quattro legislature (la terza, la quarta, la quinta, la sesta), nacque da una famiglia modesta di agricoltori, si formò nell'Azione Cattolica di Forlì dove fu molto influenzato dalla figura di don Giuseppe Prati, un educatore noto in città come don Pippo. Laureato in Scienze Economiche e Commerciali all'Università del Sacro Cuore di Milano, dopo l'esperienza della Seconda guerra mondiale si impegnò subito nella vita politica con la Democrazia Cristiana, diventando segretario dell'appena costituita sezione forlivese e nel 1948 segretario provinciale. Fu successivamente vice segretario generale dell'Amministrazione provinciale di Forlì, dal 1953 consigliere comunale della DC, dal 1958 fino al 1976 deputato occupandosi in particolare di agricoltura, turismo e pubblica amministrazione. Dal 1973 al 1979 svolse anche l'incarico di vicesegretario amministrativo nazionale della DC.
Dal 1967 al 1976 è stato presidente della Libertas Pallacanestro Forlì.   
Dal 1968 al 1986 (l'anno della morte) fu presidente dell'Unione provinciale di Forlì della Confederazione Cooperative Italiane, sviluppò il movimento cooperativo "bianco" nella Romagna, ebbe anche incarichi a livello nazionale incrementando in particolare quel settore cooperativo che si rivolge alla scuola e alla solidarietà verso l'handicap.
Nel 1982 Mattarelli assunse, su invito della Conferenza episcopale italiana, la direzione del Centro italiano di turismo sociale, nel 1983 fu nominato dalla Santa Sede amministratore delegato della "Peregrinatio romana ad Petri sedem", dal 1984 fu il primo presidente del Comitato promotore “Incontri Internazionali Diego Fabbri”.
Mentre si trovava a Firenze per un convegno, il 24 ottobre 1986 fu colpito da un ictus e morì il giorno successivo.
Un anno dopo la sua scomparsa, nel 1987, fu intestato a suo nome il "Consorzio nazionale della cooperazione sociale Gino Mattarelli".
A Gino Mattarelli è pure intitolata una scuola elementare a Fratta Terme, frazione di Bertinoro.